# Cantón de Chamoux-sur-Gelon
El cantón de Chamoux-sur-Gelon (en francés canton de Chamoux-sur-Gelon) era una división administrativa francesa, que estaba situada en el departamento de Saboya y la región de Ródano-Alpes.

## Composición
El cantón estaba formado por diez comunas:
- Betton-Bettonet
- Bourgneuf
- Chamousset
- Chamoux-sur-Gelon
- Champ-Laurent
- Châteauneuf
- Coise-Saint-Jean-Pied-Gauthier
- Hauteville
- Montendry
- Villard-Léger

## Supresión del cantón
En aplicación del decreto n.º 2014-272 del 27 de febrero de 2014, el cantón de Chamoux-sur-Gelon fue suprimido el 1 de abril de 2015 y sus 10 comunas pasaron a formar parte del nuevo cantón de Saint-Pierre-d'Albigny.